# Добранський Дмитро Анатолійович
Дмитро Анатолійович Добранський (нар. 4 червня 2003, Україна) — український футболіст, центральний захисник грузинського «Руставі».

## Життєпис
У ДЮФЛУ з 2016 по 2022 рік виступав за «Моноліт» (Київ), «КОДЮСШ-Арсенал» (Щасливе) та МФА (Мукачево).
Дорослу футбольну кар'єру розпочав у МФА, у складі якого в сезоні 2020/21 років виступав в аматорському чемпіонаті України. На професійному рівні дебютував за мукачівський клуб 24 липня 2021 року в переможному (1:0) домашньому поєдинку 1-го туру групи А Другої ліги України проти «Чернігова». Дмитро вийшов на поле на 81-й хвилині замість Мирослава Бундаша. У першій половині сезону 2021/22 років зіграв 9 матчів у Другій лізі України та 1 поєдинок у національному кубку.
10 березня 2022 року перейшов до словацького «Шаморина», де спочатку виступав за юнацьку команду клубу. За першу команду вище вказаного клубу дебютував 20 травня 2022 року в нічийному (1:1) виїзному поєдинку 30-го туру Другої ліги Словаччини проти резервної команди «Жиліни». Добранський вийшов на поле на 74-й хвилині замість аргентинця Альдо Баеса. Цей матч став для українця єдиним у сезоні 2021/22 років, наступного сезону виходив на поле частіше (14 матчів у чемпіонаті та 1 поєдинок у національному кубку). Першу половину сезону 2023/24 років у складі «Шаморина» майже не грав, виходив на поле в 2-х поєдинках Другої ліги та 1-му поєдинку національного кубку.
18 липня 2024 року вільним агентом перейшов до грузинського «Руставі». Дебютував за нову команду 5 серпня 2024 року в нічийному (1:1) виїзному поєдинку 18-го туру Ліга Еровнулі 2 проти «ВІТ Джорджії». Дмитро вийшов на поле на 46-й хвилині замість Лаші Касрадзе. Першим голом на професійному рівні відзначився 8 грудня 2024 року на 67-й хвилині переможного (3:1) виїзного поєдинку 36-го туру Ліги Еровнулі 2 проти «ВІТ Джорджії». Добранський вийшов на поле в стартовому складі та відіграв увесь матч.